# Weidlwang
Weidlwang ist ein Gemeindeteil der Stadt Auerbach in der Oberpfalz im Landkreis Amberg-Sulzbach in Bayern; das nordwestlich der Stadt liegende Dorf liegt vom Stadtmittelpunkt etwa 7 km entfernt.

## Geschichte
Der Ort wird erstmals in der Gründungsurkunde des Klosters Michelfeld vom 6. Mai 1119 als „Wideluwanch“ genannt, was so viel bedeutet wie ein mit Weiden bewachsener Wiesengrund. Nach der Zeit des Dreißigjährigen Krieges wurden nach einer Landesbeschreibung im Landgericht Auerbach vom 16. Oktober 1648 in Weidlwang 11 Anwesen gezählt, von denen nur noch vier bewirtschaftet („bemeiert“) wurden, die restlichen sieben „öd und abgeprent“ waren.
Weidlwang gehörte bis 1978 zur politischen Gemeinde Nasnitz und wurde im Zuge der Gemeindegebietsreform zum 1. Mai 1978 in die Stadt Auerbach eingegliedert. Im Zuge dieser Eingliederung wurde die Schreibweise des Ortsnamens der Aussprache entsprechend angepasst: Durch Tilgung eines „e“ wurde aus „Weidelwang“ entstand die heutige Schreibweise „Weidlwang“; hingegen blieb die alte, der ersten urkundlichen Erwähnung nähere Schreibung in der 0,3 km entfernt auf oberfränkischem Gebiet liegenden Weidelwangermühle erhalten.

## Sehenswürdigkeiten
Eine Attraktion des Ortes ist der Kanonier von Weidlwang. Diese Figur steht am Ortsrand auf einem Felsen aus Frankendolomit, der im Umwelt-Atlas von Bayern als Geotop erfasst ist. Der Felsen ist seit 1939 ein Naturdenkmal; er ist 30 Meter lang, 40 Meter hoch und 30 Meter breit. Die darauf stehende Figur geht nach der Ortsfama auf ein Ereignis im Dreißigjährigen Krieg zurück: Damals soll ein verwundeter Soldat den Dörflern geraten haben, auf dem markanten Felsen einen Pflug und ein hölzernes Rohr als Kanonenattrappe aufzustellen, um die anrückenden Schweden zu täuschen; diese sollen dann angesichts des scheinbar gut bewachten Dorfes wieder abgezogen sein. Zur Erinnerung an diesen Soldaten sollen der Überlieferung zufolge die Weidlwanger ein Denkmal auf dem Felsen errichteten haben. Sie stellten einen überlebensgroßen bairischen Soldaten aus Holz mit Kanone und Fahne auf. Auf 1913 gehen Bemühungen zurück, einen Kanonier-Verschönerungs-Verein Weidlwang zu gründen; Anlass dafür war die angestrebte Erneuerung des Kanonierdenkmals. Nach den Vereinsstatuten wurde der Verein dann am 21. Januar 1914 gegründet. Erst 1921 wurde dieses 2,70 m hohe Denkmal aus Holz erneuert und am 17. Juli 1921 auf dem Felsen errichtet. Bereits 1939 kam es zur nächsten Denkmalserneuerung. Am 6. Juli 1961 erfolgte ein weiterer Austausch der Kanonier-Figur mit Hilfe eines sog. Bananenhubschraubers vom Fliegerhorst der Bundeswehr Fürstenfeldbruck. Die Vorgängerfigur wurde feierlich mit Musik, Zylinder und Frack hinter dem Felsen in Weidlwang begraben. Das gegenwärtige Denkmal wurde am 14. Juli 2002 erneut per Hubschrauber auf dem Felsen platziert: Es handelt sich dabei um eine 3,06 Meter hohe und 800 Kilo schwere Soldatenfigur, die aus einem Eichenstamm geschnitzt wurde. Der Kanonier trägt eine Uniform, die sich an einer bayerischen Infanterieuniform, wohl aus der Zeit um 1866, orientiert. Darauf verweist insbesondere der bayerische Raupenhelm der Figur, der ein „L“ für den damaligen bayerischen König Ludwig II. ziert.
Eine weitere Sehenswürdigkeit ist die Teufelsberghöhle bei Weidlwang. In der Höhle befindet sich ein Höhlensee, dessen Wasserhöhe dem Wasserspiegel der Pegnitz entspricht. Ein weiteres Naturdenkmal ist die Gentnerhöhle. Für Kletterer weist die leicht überhängende Westwand der so genannten Weidlwanger Wand Schwierigkeiten bis zum 9. Grad auf.

## = Literatur
- Johann Kaspar Bundschuh: Weidelwang. In: Geographisches Statistisch-Topographisches Lexikon von Franken. Band 6: V–Z. Verlag der Stettinischen Buchhandlung, Ulm 1804, DNB 790364328, OCLC 833753116, Sp. 118 (Digitalisat).
- Georg Paul Hönn: Weidelwang. In: Lexicon Topographicum des Fränkischen Craises. Johann Georg Lochner, Frankfurt und Leipzig 1747, OCLC 257558613, S. 305 (Digitalisat).
- Konstantin Lindner: 90 Jahre Kanonierverein Weidlwang e.V. Weidlwang 2002.